# Avengers : L'Ère d'Ultron
Pour les articles homonymes, voir The Avengers.
Série l'univers cinématographique Marvel
Les Gardiens de la Galaxie
(2014) Ant-Man
(2015)
Série Avengers
Avengers
(2012) Avengers: Infinity War
(2018)
Pour plus de détails, voir Fiche technique et Distribution.
Avengers : L'Ère d'Ultron (Avengers: Age of Ultron) est un film de super-héros américain écrit et réalisé par Joss Whedon, sorti en 2015.
Il est basé sur l'équipe de super-héros tirée des comics Marvel, les Avengers.
C’est la suite de Avengers qui avait aussi été écrit et réalisé par Joss Whedon, sorti en 2012. Il compte comme le onzième film de l'univers cinématographique Marvel, débuté en 2008, et fait partie de la phase deux. Tout comme son prédécesseur, le film rassemble les acteurs des différentes franchises super-héroïques habituellement séparées, parmi lesquels Iron Man / Tony Stark (Robert Downey Jr.), Thor (Chris Hemsworth), Hulk / Bruce Banner (Mark Ruffalo), Captain America / Steve Rogers (Chris Evans), Natasha Romanoff (Scarlett Johansson), Clint Barton (Jeremy Renner) et Nick Fury (Samuel L. Jackson).
Le film débute après la rencontre avec le Soldat de l'Hiver et la destruction du SHIELD. Tony Stark, avec l'aide de Bruce Banner, crée Ultron, une intelligence artificielle capable d'augmenter seule ses capacités, qui est censée protéger l'humanité de toutes les menaces potentielles et contrôler l'Iron Legion. Mais le plan de Stark se retourne contre lui lorsqu'Ultron décide que les principaux ennemis sont en fait les humains et s'emploie à les éradiquer de la surface de la Terre. Les Avengers se regroupent à nouveau pour lutter contre cette menace, tandis que de nouveaux protagonistes apparaissent : les jumeaux Maximoff (Pietro et Wanda), d'abord ennemis puis alliés, et Vision, une puissante entité nouvellement créée.
Le film a été tourné principalement aux studios de Shepperton dans le comté de Surrey en Angleterre, mais aussi en Corée du Sud, au Bangladesh, dans l'État de New York, dans plusieurs endroits du Royaume-Uni et en Vallée d'Aoste, en Italie. Pour le cas de la Corée du Sud, le film a bénéficié du programme d'incitation du Conseil du film coréen qui prend en charge 30 % du coût de production local. Une clause incluse dans le contrat entre Marvel et le gouvernement sud-coréen statue que la Corée du Sud doit être montrée comme un « pays moderne et de haute technologie » sans « aucun aspect négatif ».
Avengers : L'Ère d'Ultron a reçu des critiques positives et a rapporté plus de 1,4 milliard de dollars dans le monde entier, faisant du film le quatrième plus grand succès cinématographique de 2015 et le dix septième plus grand succès cinématographique de tous les temps. Deux suites, Avengers: Infinity War et Avengers: Endgame, réalisées par Anthony et Joe Russo : le premier sortie en 2018 et le second en 2019 lesquelles ont également toutes deux rencontré un énorme succès international.

## Synopsis
Après l'effondrement du SHIELD, les Avengers (Tony Stark alias Iron Man, Steve Rogers alias Captain America, Bruce Banner alias Hulk, Natasha Romanoff alias Black Widow et Clint Barton alias Hawkeye) se sont à nouveau réunis pour aider leur coéquipier, Thor, à retrouver le sceptre de Loki en possession d'HYDRA. Financés par Stark et menés par Rogers, les Avengers lancent des raids contre les bases d'HYDRA disséminées dans le monde. L'Iron Legion (les droïdes de Stark contrôlés par JARVIS, son assistant virtuel) est utilisée par les Avengers pour éviter tout dommage collatéral sur des civils pendant leurs raids. Les Avengers finissent par trouver le Baron von Strucker (qui mène des expériences sur le sceptre) dans une base de recherche d'HYDRA en Sokovie, un petit État d'Europe de l'Est marqué par de nombreux conflits. Les Avengers lancent ainsi l'assaut contre cette base.

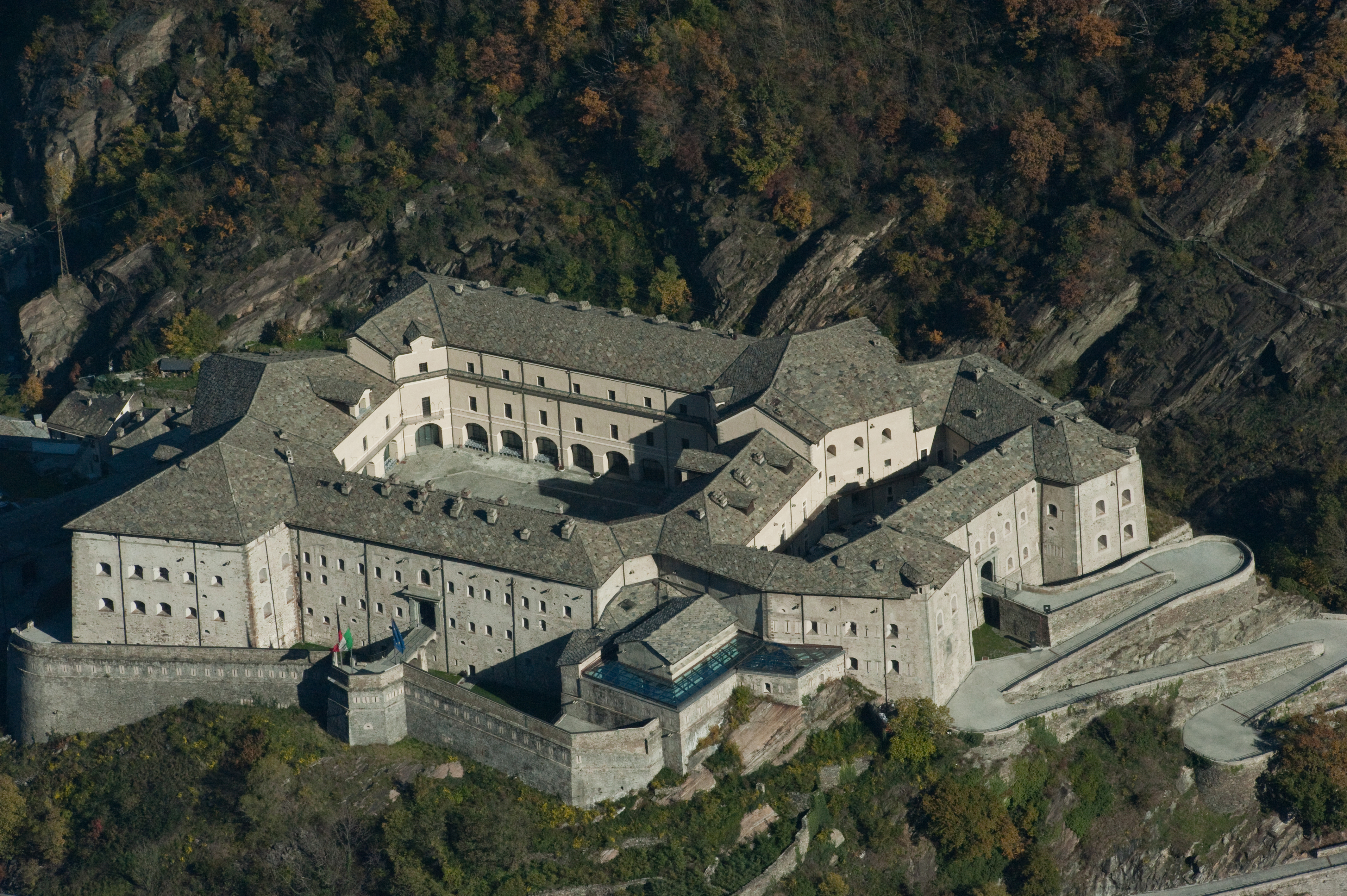
Le fort de Bard a servi de lieu de tournage pour la base de recherche d'HYDRA en Sokovie.

À Novi Grad, la capitale du pays, les Sokoviens voient l'intervention des Avengers d'un mauvais œil. Strucker est réticent à l'idée d'utiliser son arme secrète, les jumeaux Pietro et Wanda Maximoff, deux jeunes Sokoviens « optimisés » grâce aux pouvoirs du sceptre, qu'il n'estime pas prêts pour le combat et préfère utiliser ses soldats équipés d'une technologie Chitauri contre les Avengers. Strucker ordonne discrètement à son bras droit (le Dr List) d'effacer toutes les données. List sera tué par Iron Man qui copiera ses données. Alors que Strucker se livre aux Avengers pour éviter qu'ils se mêlent de ses travaux, les jumeaux décident d'intervenir : Pietro occupe les Avengers à l'extérieur, blessant Barton, pendant que Wanda utilise ses pouvoirs de manipulation mentale pour troubler l'esprit de Stark et lui montrer une vision des Avengers morts par sa faute lors d'une nouvelle invasion extraterrestre. Les jumeaux fuient, laissant volontairement les Avengers récupérer le sceptre. Strucker et ses hommes survivants capturés sont remis à l'OTAN.
De retour à New York, dans la tour Stark (devenue la tour des Avengers), Stark veut mettre à profit les deux jours qu'il a devant lui pour analyser le sceptre avant que Thor ne retourne avec à Asgard. Il découvre avec Banner un réseau de neurones à l'intérieur du joyau du sceptre, qui pourrait être reconfiguré en une intelligence artificielle supérieure à JARVIS. Stark y voit l'opportunité d'améliorer l'Iron Legion dans le cas d'une éventuelle invasion extraterrestre, et de concrétiser son projet d'intelligence artificielle nommée Ultron. Banner accepte de l'aider à contre-cœur, voyant le risque de voir la chose lui échapper. Pendant les deux jours, tous les tests échouent et Stark se résigne.
Afin de célébrer leur victoire sur HYDRA, Stark organise dans la tour une soirée où se retrouvent les Avengers, James Rhodes, Sam Wilson, Maria Hill et du Dr Helen Cho, une scientifique coréenne ayant mis au point une technique de reconstitution des tissus, appliquée aussitôt à la blessure de Barton. Au cours de la soirée, Romanoff et Banner commencent à flirter. Alors que la soirée se termine et que les héros s'amusent à essayer de soulever Mjolnir, sans succès (Rogers cependant le fera légèrement bouger) car Thor est le seul à pouvoir le soulever, Ultron s'active. Il prend conscience de son état, passe outre aux protocoles de JARVIS, qu'il supprime, et prend le contrôle des droïdes de l'Iron Legion afin de réaliser le but de Stark : assurer le maintien de la paix dans le monde en supprimant le principal obstacle à celle-ci, l'humanité, en commençant par les Avengers. Ceux-ci parviennent à contrer les droïdes qui les attaquent soudainement, mais Ultron prend la fuite avec le sceptre et s'empare d'Internet pour rechercher une meilleure forme pour son incarnation physique.
Ultron se rend en Sokovie où il se forge une armée de droïdes, retrouve les jumeaux Maximoff et leur propose de le rejoindre, car ils ont une histoire à régler avec Stark : ce sont ses armes qui ont causé la destruction de leur foyer et la mort de leurs parents. Le principal objectif de l'intelligence est le vibranium, le métal dont est fait le bouclier de Rogers et dont les derniers filons, qu'on croyait épuisés, ont été exploités par Ulysses Klaue, un trafiquant d'armes qui opère sur les côtes africaines. Ultron et les Maximoff s'y rendent et entament des négociations avec le trafiquant. Alors que celui-ci compare le robot à son créateur Stark, Ultron s'emporte et coupe l'avant-bras gauche de Klaue. Les Avengers, ayant découvert qu'Ultron a tué Strucker dans sa cellule de prison, et compris qu'il se rendait à la base de Klaue (ce dernier étant une ancienne connaissance de Stark), interviennent. Stark affronte Ultron, mais les jumeaux réussissent à neutraliser Romanoff, Thor et Rogers. Les trois héros se retrouvent ainsi victimes d'hallucinations les mettant face à leurs regrets et à leurs traumatismes passés : Romanoff revit le traumatisme de sa formation comme enfant-espion, Thor voit Asgard en pleine décadence depuis qu'il a rejoint la Terre et Rogers s'imagine de retour auprès de Peggy Carter. Seul Barton parvient à prendre Wanda de vitesse et éviter son piège. Mais la jeune femme réussit à envoûter Banner et relâcher un Hulk furieux dans la nature. Stark laisse Ultron fuir avec le vibranium pour activer l'armure nommée Veronica (une armure surdimensionnée conçue par Stark et Banner au cas où celui-ci perdrait le contrôle) et contenir le colosse. Au terme d'un duel brutal au cœur de Johannesbourg où Stark énerve Hulk, ce dernier finit par être libéré de l'emprise du sort de Wanda et constate les nombreux dégâts.
Après le duel, la Fondation de secours Stark arrive sur les lieux, mais le monde se retourne contre les Avengers. Barton mène alors ses coéquipiers encore sous le trouble de leurs hallucinations dans son refuge secret : sa ferme familiale, isolée, où se trouvent sa femme Laura, qui est enceinte, et leurs deux enfants. Seule Romanoff connaissait leur existence. Thor préfère partir rejoindre son ami le Dr Erik Selvig, afin qu'il l'aide à trouver des explications et des compléments à ses visions. Stark et Rogers se disputent sur la marche à suivre ; Romanoff et Banner s'interrogent sur l'avenir de leur relation. Pendant ce temps, Ultron a rejoint Séoul, où se trouve le laboratoire du Dr Cho. Ultron veut utiliser la machine régénératrice du Dr Cho afin de concevoir un nouveau corps de synthèse à partir du vibranium et du joyau contenu dans le sceptre. Quand le nouveau corps est opérationnel et qu'Ultron commence à transférer sa personnalité dans le robot, Wanda parvient à lire les pensées d'Ultron à travers ce nouveau corps en partie biologique, et y voit un aperçu de l'apocalypse qu'il veut déclencher. Horrifiée, elle commence à douter de ses choix.
Les Avengers réfugiés reçoivent la visite surprise de Nick Fury, qui voit son ancienne équipe désunie et essaie de les rassembler à nouveau. Ils parviennent alors à comprendre qu'Ultron veut évoluer et cherche donc un nouveau corps. Rogers, Barton et Romanoff partent pour le laboratoire du Dr Cho, pendant que Stark se rend au « Noyau Internet NEXUS » (le noyau mondial d'Internet à Oslo) afin de localiser plus rapidement l'inconnu qui empêche Ultron de trouver les codes nucléaires. À Séoul, alors que les Avengers affrontent Ultron, les jumeaux Maximoff finissent par se retourner contre le robot et Romanoff récupère le corps robotique, encore inactif, qu'elle confie à Barton. Ultron prend la fuite en capturant Romanoff, alors que Rogers accepte l'aide des Maximoff.
De retour à la tour des Avengers, Stark voit dans le corps synthétique une nouvelle chance de créer un programme Ultron, mais cette fois-ci à partir de JARVIS, qui n'avait pas disparu mais s'était fragmenté pour contrer les tentatives d'Ultron de trouver les codes des missiles. Alors que Stark, avec l'aide de Banner, s'apprête à activer le robot, Rogers et les jumeaux Maximoff tentent de l'en empêcher, mais c'est Thor lui-même qui l'active avec la foudre. Le dieu explique alors que, dans sa vision, il a fait le lien entre les différents événements survenus dans la galaxie : quatre Pierres d’Infinité (le Tesseract, l'Éther, l'Orbe et le sceptre de Loki) ont reparu à travers la galaxie et l'androïde (Vision), animé par la Pierre de l'Esprit qui se trouvait dans le joyau du sceptre, pourrait avoir un rôle crucial à jouer. Vision consent à rejoindre les rangs des Avengers et suivre la mission de paix. Si les membres humains se montrent réticents, ils sont convaincus quand Vision soulève sans effort Mjolnir.
Ultron lance son dernier assaut en Sokovie, près de l'ancienne base de Strucker, où il a bâti un pilier gigantesque en vibranium enfoncé dans le sol. En l'activant, la ville de Novi Grad sera soulevée et, une fois assez haute dans le ciel, retombera sur Terre avec la force d'un météore, détruisant toute vie sur la planète. Banner libère Romanoff qui, en retour, force Hulk à apparaître pour la bataille à venir. Les Avengers commencent à évacuer la ville, mais celle-ci commence à s'élever dans les airs. Ils prennent alors le parti de défendre la base du pilier pour que la cité ne soit pas précipitée sur terre. Mais Ultron s'est fait un nouveau corps en vibranium indestructible et son armée de droïdes est gigantesque. Le combat est rude.
Les Avengers réfléchissent à détruire la ville avant qu'il ne soit trop tard, lorsque Fury, Hill et des anciens du SHIELD interviennent à bord de l'Héliporteur (vu dans Avengers). Ils sont assistés par Rhodes, et prêts à accueillir les survivants sokoviens. Pendant l'évacuation, Pietro se sacrifie pour sauver in extremis Barton, qui venait en aide à un enfant attaqué par Ultron. La mort de son frère déclenche la fureur de Wanda qui quitte son poste, détruisant instantanément la plupart des droïdes alentour, mais permettant à un droïde survivant d'activer le pilier. Hulk envoie Ultron s'écraser dans une carcasse de tramway, que Wanda, bouillante de colère, rejoint pour arracher le cœur électronique d'Ultron. Une fois tout le monde évacué, Stark et Thor provoquent une surcharge du pilier principal, faisant exploser Novi Grad en plein ciel, évitant ainsi la catastrophe. Près du cratère laissé par la ville, Vision retrouve le dernier droïde actif d'Ultron et tous deux confrontent alors leur vision de l'humanité : si Ultron se montre pessimiste et résolu, Vision fait le choix de l'optimisme et détruit le droïde.
Hulk est porté disparu, ayant fui après la bataille avec un Quinjet qu'Ultron avait volé, vers une destination inconnue. Les Avengers ont installé leur nouveau quartier général au nord de l'État de New York. Thor retourne à Asgard pour enquêter sur les Pierres d'Infinité. Stark réfléchit à suivre la même voie que Barton, à savoir se mettre en retraite en compagnie de Pepper Potts, mais Rogers, qui se sent chez lui dans le nouveau QG, décide de continuer. Il se prépare avec Romanoff à former Vision, Falcon, Wanda et War Machine comme nouveaux Avengers.
Scène inter-générique
Un coffre-fort s'ouvre, à l'intérieur duquel se trouve un gantelet doré pour gaucher. Thanos l'enfile et déclare qu'il va « s'en occuper lui-même ».

## Fiche technique
Sauf indication contraire, les informations mentionnées dans cette section peuvent être confirmées par les bases de données cinématographiques IMDb et Allociné,  présentes dans la section « Liens externes ».
- Titre original : Avengers: Age of Ultron[7]
- Titre français : Avengers : L'Ère d'Ultron
- Réalisation : Joss Whedon
- Scénario : Joss Whedon, basée sur les personnages créés par Jack Kirby et Stan Lee, d'après le personnage Captain America créé par Joe Simon et Jack Kirby, d'après le personnage Thanos créé par Jim Starlin
- Musique : Danny Elfman et Brian Tyler
- Direction artistique : Julian Ashby, Ravi Bansal, Thomas Brown, Shane Bunce, Ray Chan, Jordan Crockett, Matthew Robinson, Domenico Sica, Phil Sims, Mike Stallion et Mark Swain
- Décors : Charles Wood
- Costumes : Alexandra Byrne
- Photographie : Ben Davis
- Son : Christopher Boyes, Lora Hirschberg, Steve Schatz, Peter Lindsay, Brian Long
- Montage : Lisa Lassek et Jeffrey Ford (en)
- Production : Kevin Feige
  - Production exécutive : Genevieve Hofmeyr (Afrique du Sud), Ji-seung Lee (Corée), Nicholas Simon (Bangladesh) et Enzo Sisti (Italie)
  - Production déléguée : Jon Favreau, Stan Lee, Victoria Alonso (en), Louis D'Esposito (es), Alan Fine (en), Jeremy Latcham et Patricia Whitcher
  - Production associée : Jamie Christopher, Jeffrey Ford et Daniel S. Kaminsky
  - Coproduction : Mitchell Bell
- Sociétés de production[8] : Marvel Studios et Walt Disney Pictures
- Société de distribution : Walt Disney Studios Motion Pictures
- Budget : 250 millions de $[9]
- Pays de production :  États-Unis
- Langues originales : anglais, coréen
- Format[10] : couleur (Technicolor) - 35 mm / D-Cinema - 2,39:1 (Cinémascope) (Panavision) - son Dolby Atmos | Dolby Digital | Dolby Surround 7.1 | Datasat | IMAX 6-Track
- Genre : action, aventures, fantastique, science-fiction, super-héros
- Durée : 141 minutes
- Dates de sortie[11] :
  - États-Unis : 13 avril 2015 (première mondiale à Hollywood)[12] ; 1er mai 2015 (sortie nationale) ; 1er septembre 2018 (ressortie en version IMAX) ; 12 novembre 2019 (sortie sur Disney+)
  - France, Belgique, Suisse romande : 22 avril 2015[13],[14]
  - Québec : 1er mai 2015[15]
- Classification[16] :
  - États-Unis : accord parental recommandé, film déconseillé aux moins de 13 ans (PG-13 - Parents Strongly Cautioned)[Note 6]
  - France : tous publics[17]
  - Belgique : tous publics (Alle Leeftijden)[13]
  - Suisse romande : interdit aux moins de 12 ans[18]
  - Québec : tous publics (G - General Rating)[15]

## Distribution
- Chris Evans (VF : Alexandre Gillet ; VQ : Alexandre Fortin) : Steve Rogers / Captain America[19]
- Robert Downey Jr. (VF et VQ : Bernard Gabay) : Tony Stark / Iron Man[20]
- Chris Hemsworth (VF : Adrien Antoine ; VQ : Martin Desgagné) : Thor[21]
- Mark Ruffalo (VF : Rémi Bichet ; VQ : Sylvain Hétu) : Bruce Banner / Hulk[22]
- Scarlett Johansson (VF : Julia Vaidis-Bogard ; VQ : Camille Cyr-Desmarais) : Natasha Romanoff / Black Widow[23]
- Jeremy Renner (VF : Jérôme Pauwels ; VQ : Antoine Durand) : Clint Barton / Hawkeye[24]
- James Spader (VF : Pierre-François Pistorio ; VQ : Tristan Harvey) : Ultron[25] (voix et capture de mouvement)
- Samuel L. Jackson (VF : Thierry Desroses ; VQ : Patrick Chouinard) : Nick Fury[26]
- Aaron Taylor-Johnson (VF : Jean-Christophe Dollé ; VQ : Kevin Houle) : Pietro Maximoff[27]
- Elizabeth Olsen (VF : Charlotte Corréa ; VQ : Émilie Gilbert) : Wanda Maximoff[28]
- Don Cheadle (VF : Sidney Kotto ; VQ : François L'Écuyer) : le colonel James « Rhodey » Rhodes / War Machine[29]
- Paul Bettany (VF : Patrick Osmond ; VQ : Daniel Roy) : Jarvis (voix) / Vision[30]
- Cobie Smulders (VF : Laura Blanc ; VQ : Ariane-Li Simard-Côté) : Maria Hill[31]
- Anthony Mackie (VF : Jean-Baptiste Anoumon ; VQ : Michel M. Lapointe) : Sam Wilson / Falcon[32]
- Hayley Atwell (VF : France Renard ; VQ : Catherine Proulx-Lemay) : Peggy Carter
- Idris Elba (VF : Frantz Confiac ; VQ : Widemir Normil) : Heimdall
- Linda Cardellini (VF : Hélène Bizot ; VQ : Rose-Maïté Erkoreka) : Laura Barton[33]
- Stellan Skarsgård (VF : Jacques Frantz ; VQ : Denis Mercier) : Dr Erik Selvig[34]
- Claudia Kim (VF : Anne Tilloy ; VQ : Lise Martin) : Dr Helen Cho
- Thomas Kretschmann (VF : Bernard Alane ; VQ : Pierre Auger) : Baron von Strucker[35]
- Andy Serkis[36] (VF : Jérémie Covillault ; VQ : Manuel Tadros) : Ulysses Klaue
- Julie Delpy (VF : Laurence Charpentier ; VQ : Renée Cossette) : Madame B, mentor de Natasha Romanoff[33]
- Lou Ferrigno : Hulk (voix[37] et non-credit)
- Henry Goodman (VF : Georges Claisse) : Dr List
- Kerry Condon (VF : Anne Dolan ; VQ : Anne-Marie Levasseur) : FRIDAY[38] (voix)
- Stan Lee (VF : Jean-Claude Montalban ; VQ : Sébastien Dhavernas) : un homme à la soirée (caméo)
- Josh Brolin (VF : Paul Borne) : Thanos[33] (caméo, scène inter-générique)
- Tom Hiddleston (VF : Alexis Victor) : Loki (scène coupée)
- Faye Sewell : la scientifique du Hub à Oslo
Version française
  - Studio de doublage : Dubbing Brothers[39]
  - Direction artistique : Hervé Bellon
  - Adaptation : Philippe Videcoq

Source : Version française (VF) sur RS Doublage Version québécoise (VQ) sur le carton de doublage à la fin du générique

Photos des acteurs principaux
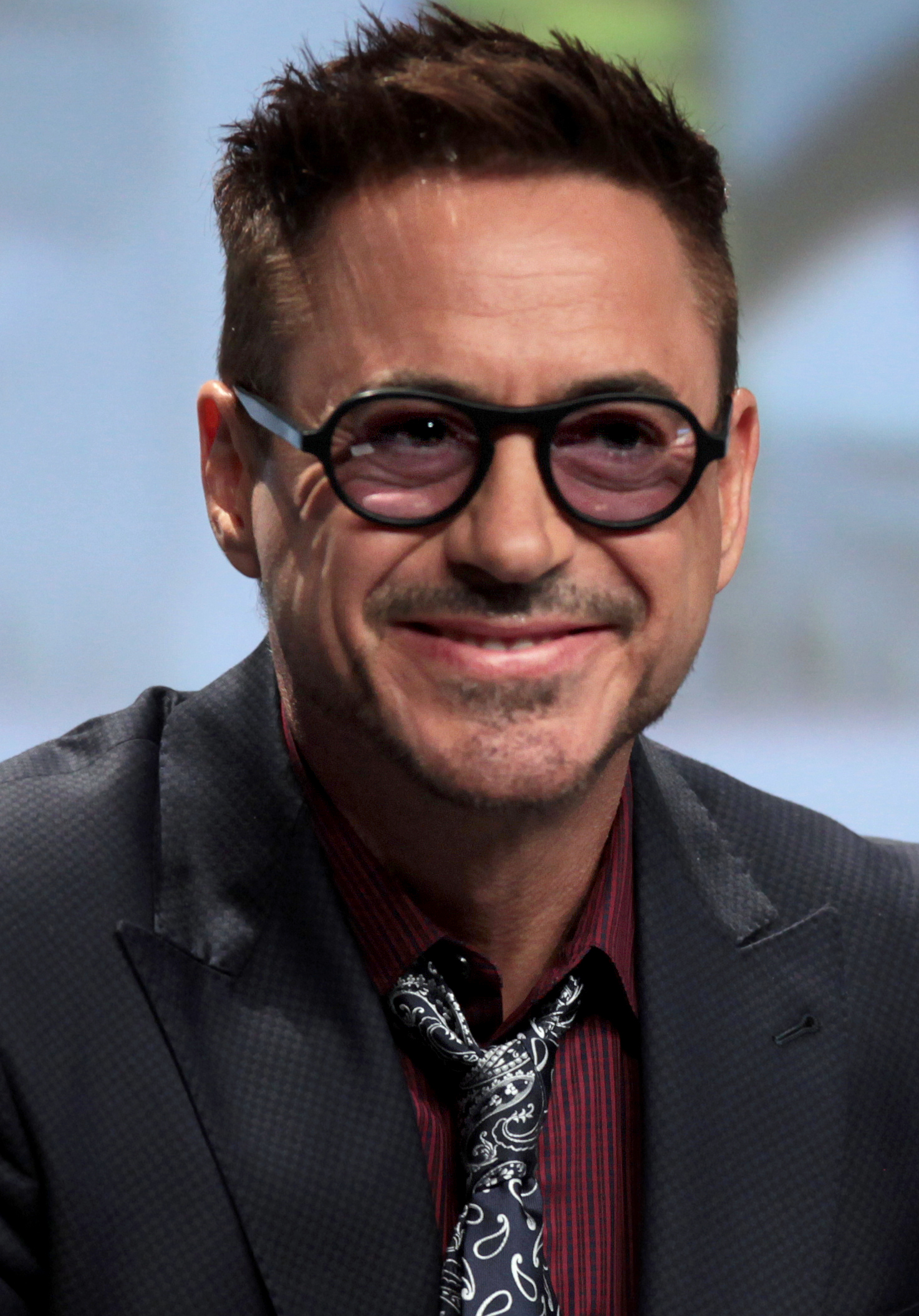
Robert Downey Jr.
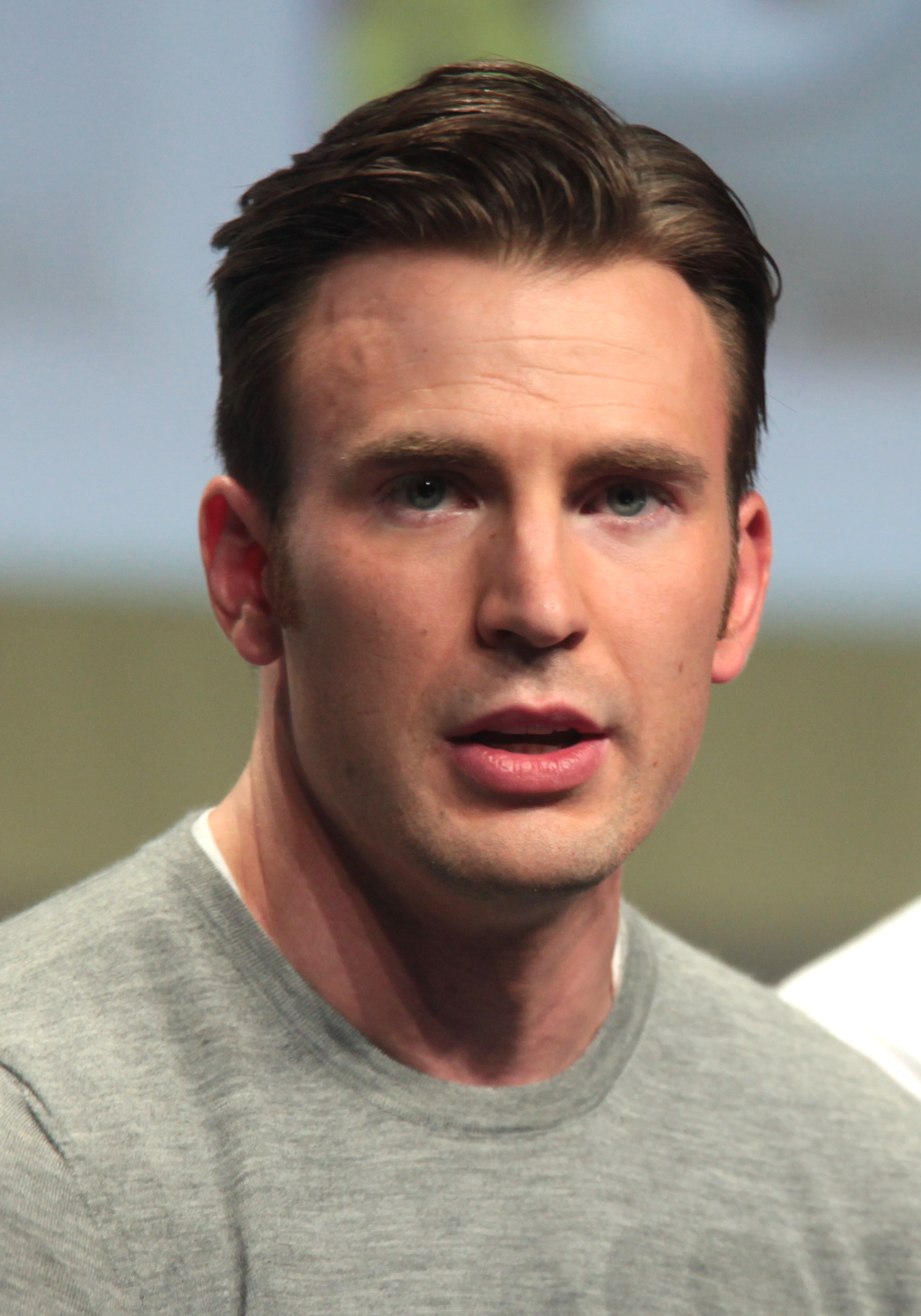
Chris Evans
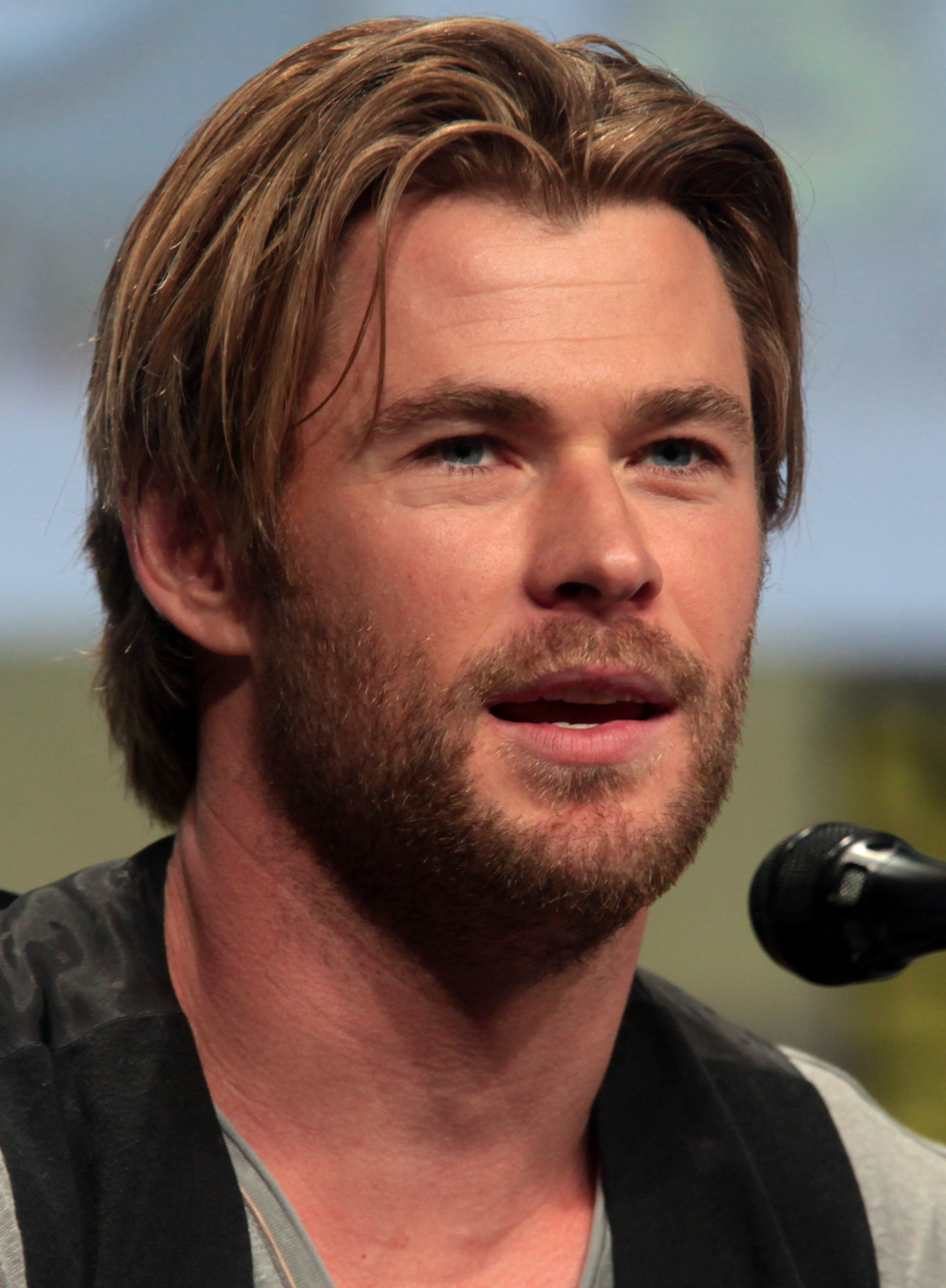
Chris Hemsworth
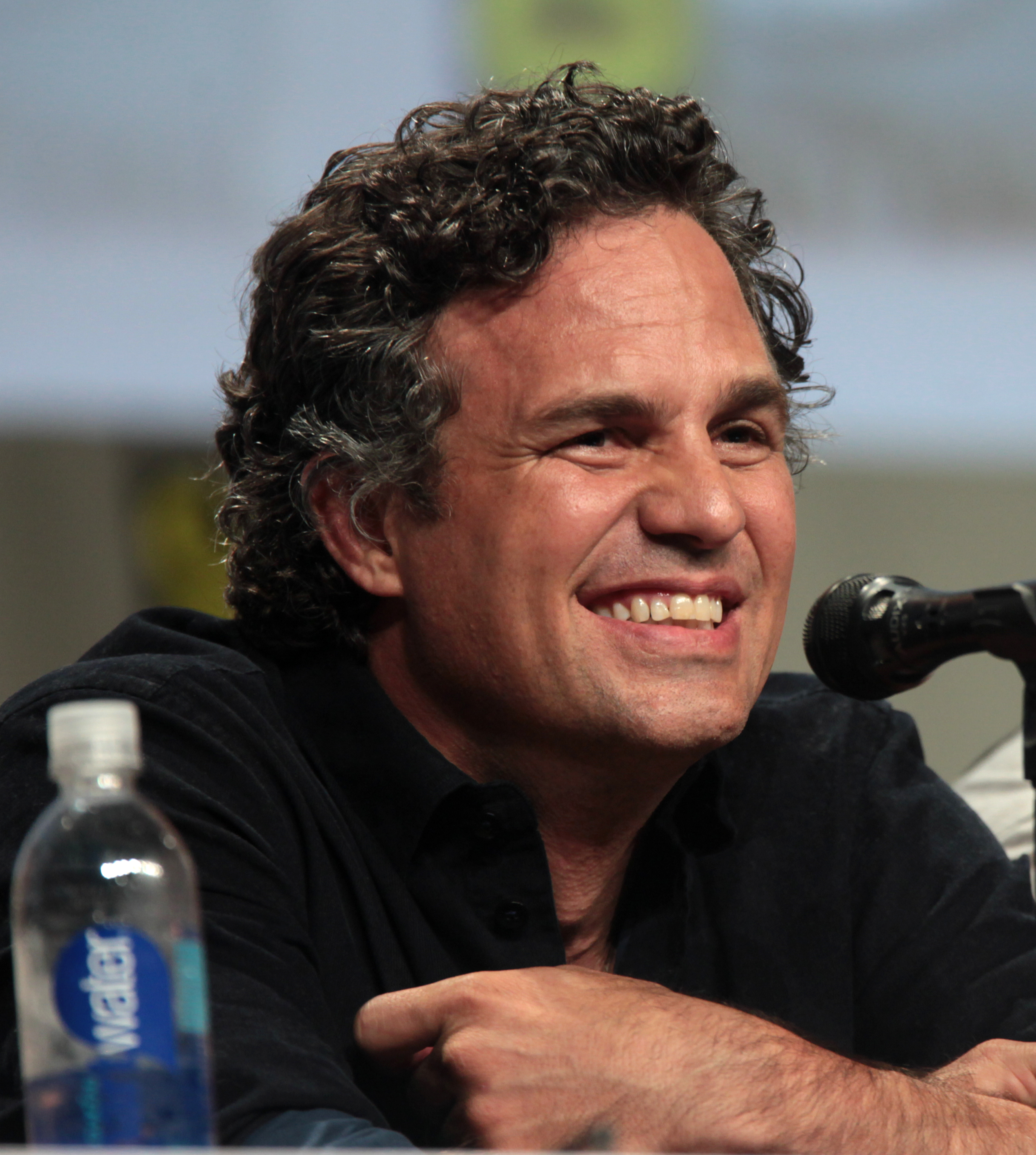
Mark Ruffalo
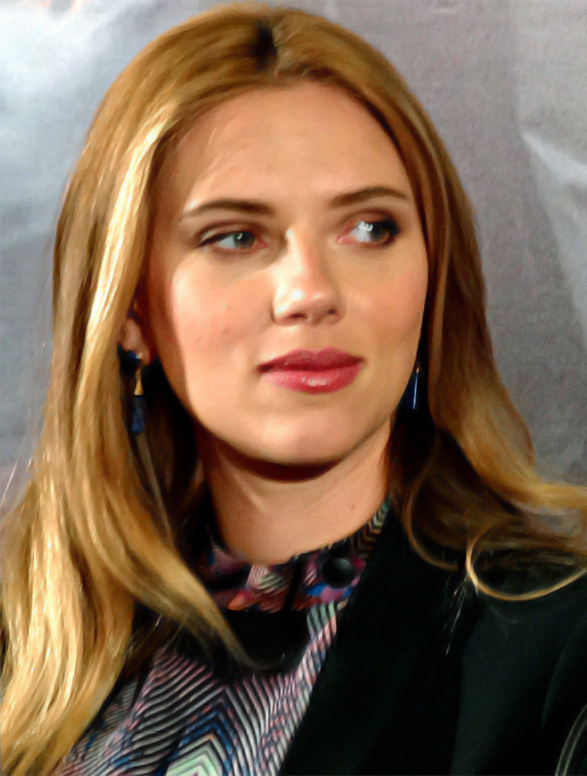
Scarlett Johansson
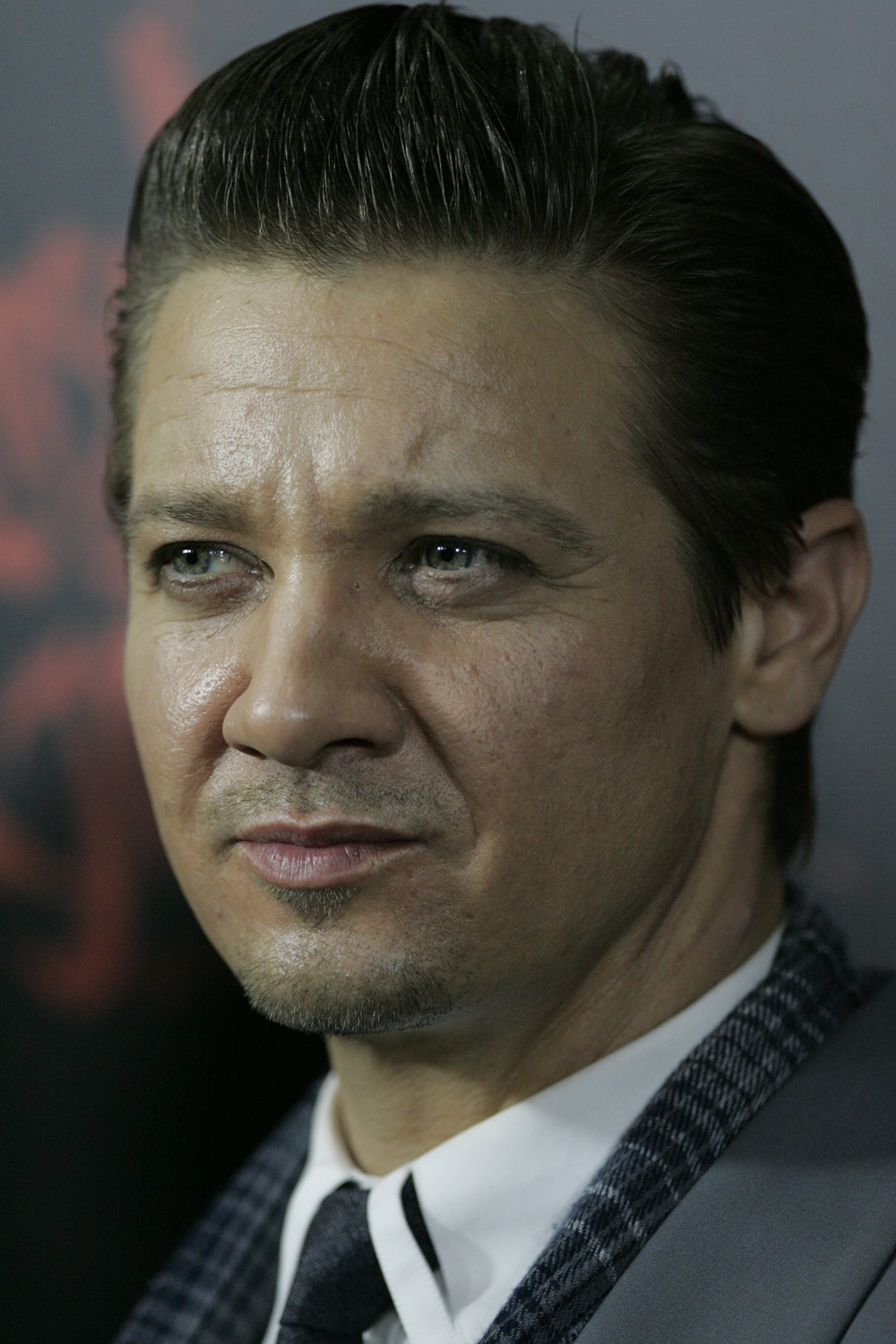
Jeremy Renner
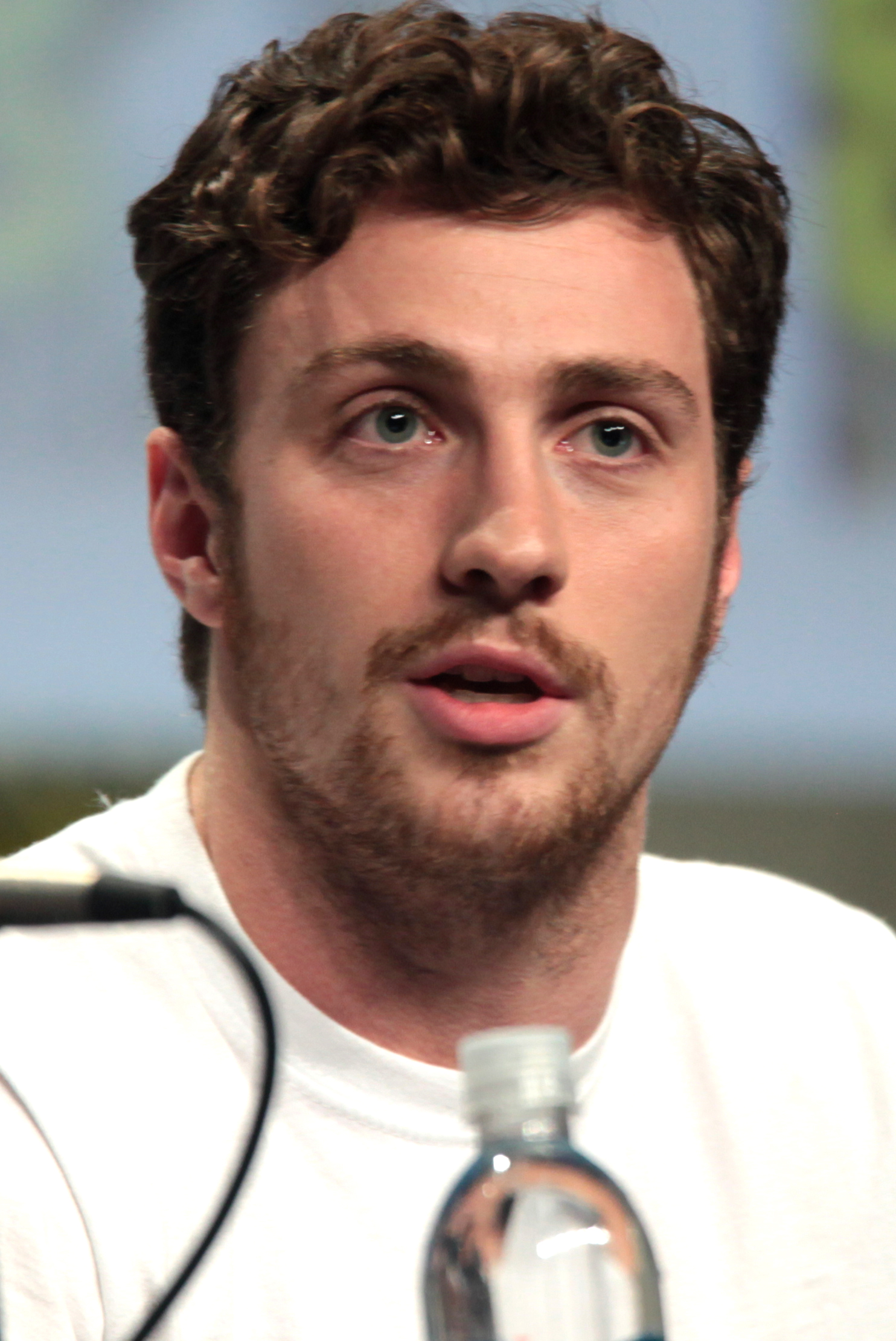
Aaron Taylor-Johnson
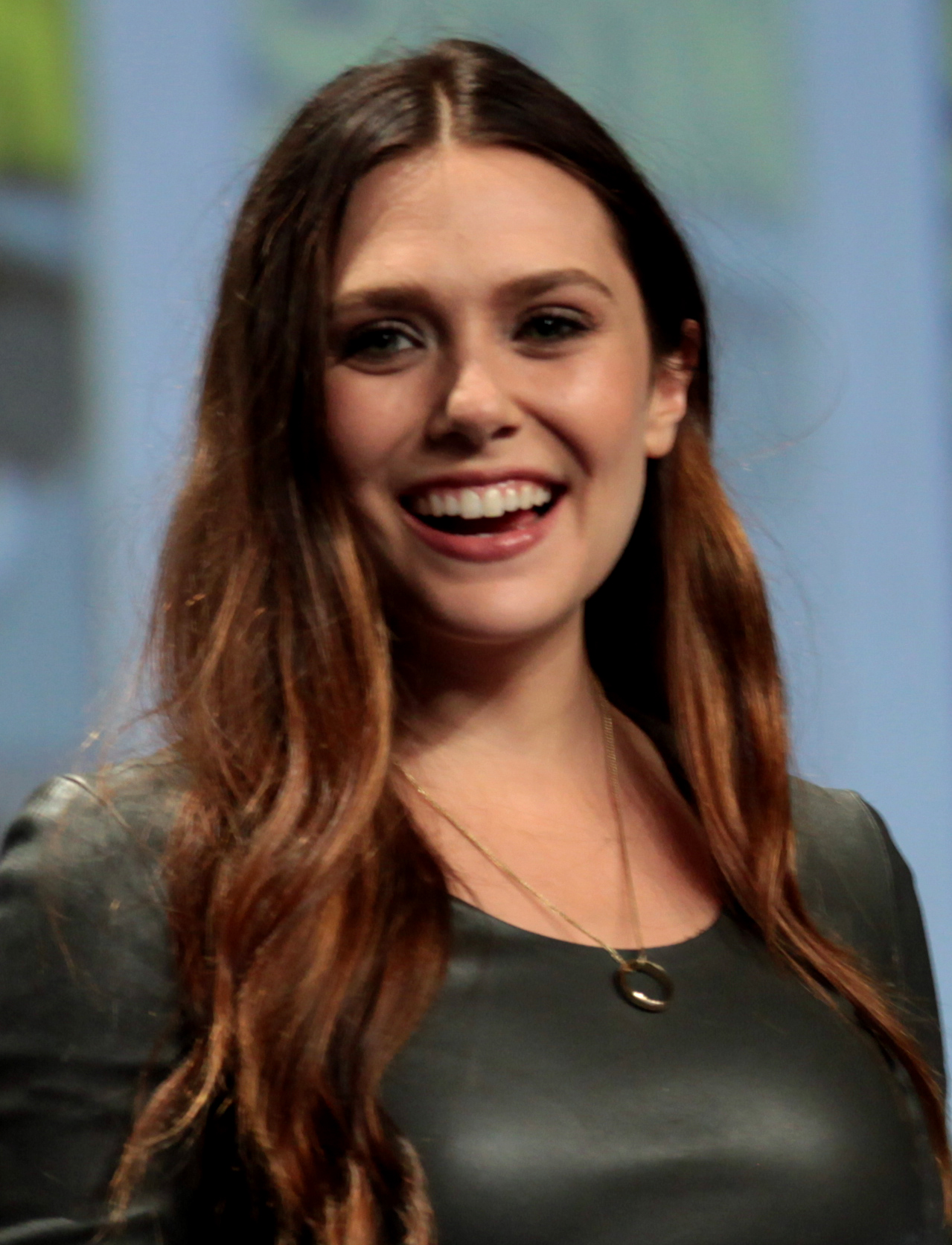
Elizabeth Olsen

## Production

### Développement
En octobre 2011, Kevin Feige déclare lors de la New York Comic Con, qu'« Iron Man 3 sera le premier de ce qu'on pourrait appeler la phase deux de cette... saga qui se terminera, si Dieu le veut, dans Avengers 2 ».
En mars 2012, Joss Whedon, réalisateur du premier film, déclare qu'il voulait une suite « plus personnelle, plus douloureuse. En étant la prochaine chose qui devrait arriver à ces personnages, et pas seulement un réchauffé de ce qui a semblé marcher dans le premier opus. En ayant un thème qui est complètement nouveau et logique à lui-même ».
Cette suite est annoncée officiellement en mai 2012 lorsque le premier film a battu, lors de sa sortie, de nombreux records d'entrée partout dans le monde (troisième plus gros succès au box-office). Marvel annonce que Joss Whedon rempilera pour la suite en août 2012.
En février 2013, au Festival international du film de Dublin, Whedon déclare que la mort jouerait un thème dans cette suite.
En mars 2013, Whedon déclare qu'il s'est inspiré de L'Empire contre-attaque et du Parrain 2.
En avril 2013, Joss Whedon annonce à la presse qu'une ébauche du scénario est terminée.

### Attribution des rôles

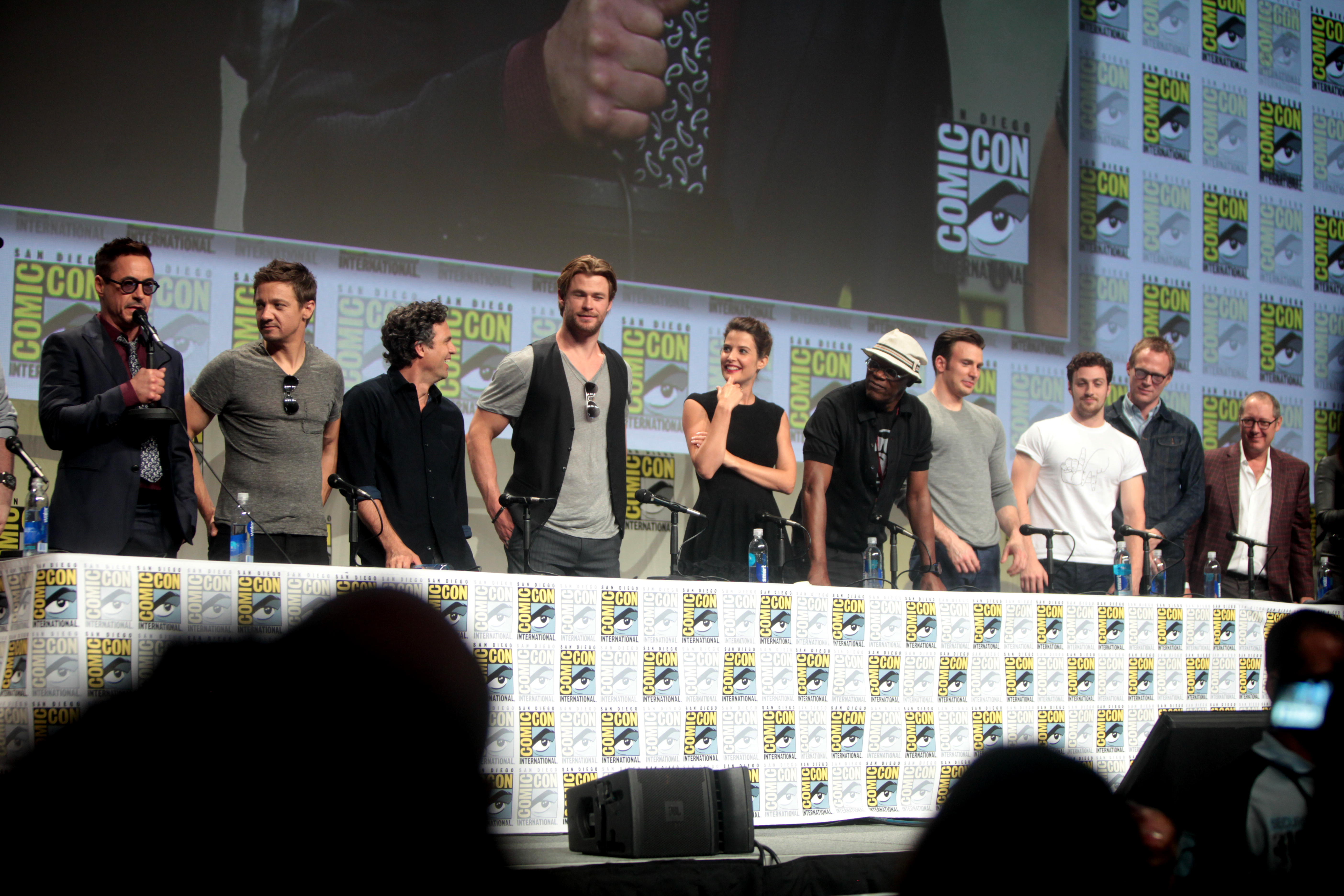
L'attribution des rôles de Avengers : L'Ère d'Ultron lors du Comic-Con de 2014. De gauche à droite : Robert Downey Jr., Jeremy Renner, Mark Ruffalo, Chris Hemsworth, Cobie Smulders, Samuel L. Jackson, Chris Evans, Aaron Taylor-Johnson, Paul Bettany, James Spader.

L'attribution des rôles démarre véritablement en juin 2013 avec l'annonce de la signature de Robert Downey Jr. pour apparaître dans le film et ses très probables suites.
L'acteur James Spader a été choisi pour interpréter le rôle d'Ultron.
Joss Whedon a par ailleurs déclaré l'inclusion de deux nouveaux super-héros (au moins) à l'équipe, la Sorcière rouge et son frère Vif-Argent, tous deux enfants du dangereux Magnéto dans les comics. Longtemps évoqué, Aaron Taylor-Johnson est confirmé dans le rôle de Vif-Argent en octobre 2013. La semaine suivante, Elizabeth Olsen confirme qu'elle interprétera bien la Sorcière rouge.
En décembre 2013, il est révélé que Don Cheadle reprendra le rôle de James Rhodes, qu'il avait incarné dans Iron Man 2 et Iron Man 3.
Le 7 février 2014, on apprend que Paul Bettany, déjà présent dans l'univers cinématographique Marvel pour être la voix de JARVIS, interprétera Vision.
Le 30 mai 2014, plusieurs sites internet américains, dont Latino Review, annoncent que l'acteur Josh Brolin doit prendre le rôle de Thanos, qui ferait donc une apparition, comme dans le premier volet. Il est cependant précisé qu'il ne doit pas incarner le personnage via la capture de mouvement mais uniquement lui prêter sa voix.
Le 22 juillet 2014, Hayley Atwell annonce son retour en Agent Peggy Carter dans ce second opus sur les Avengers.
Le 2 novembre 2014, Idris Elba confirme qu'il reprendra son rôle de Heimdall et Tom Hiddleston son rôle de Loki, contredisant ainsi l'affirmation antérieure de Kevin Feige que Loki ne figurerait pas dans le film. Loki n'apparaît cependant pas dans la version diffusée dans les salles de cinéma. En effet, la scène dans laquelle il joue a été coupée au montage et apparaîtra sans doute dans les scènes coupées des DVD et Blu-ray.

### Préproduction

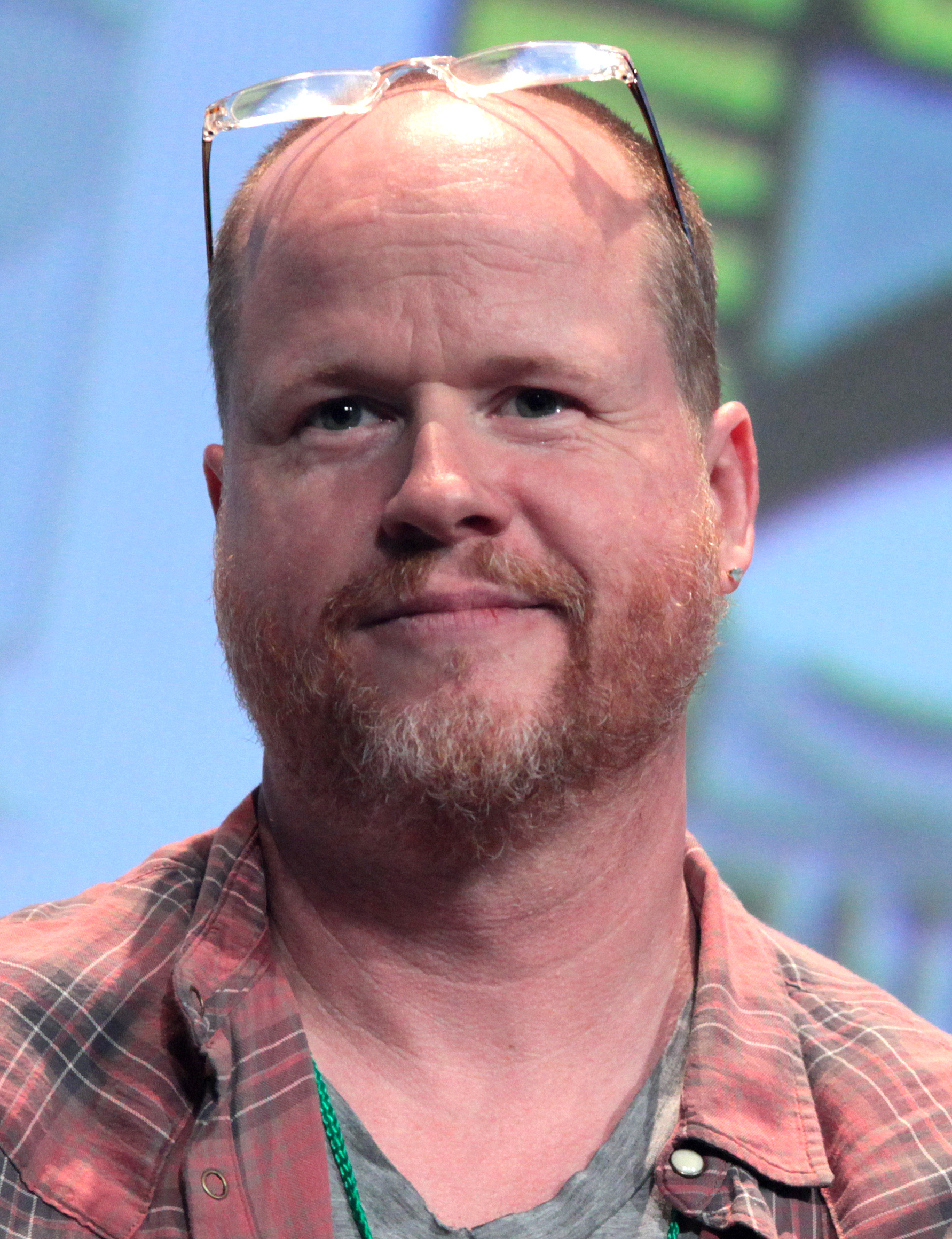
Joss Whedon au Comic-Con de San Diego 2015, l'année de sortie du film.

En avril 2013, le commencement du tournage était prévu pour début 2014, aux Studios de Shepperton en Angleterre. Lors de la première hollywoodienne d'Iron Man 3, Joss Whedon déclare qu'il a terminé une ébauche du scénario, qu'il a entamé le processus de storyboard et qu'il a commencé à rencontrer les acteurs. Whedon déclare également qu'il a écrit avec Robert Downey Jr. concernant un « lien frère / sœur » venant des comics, ce dernier confirmant qu'il faisait allusion à Vif-Argent et à la Sorcière rouge,.
En mai 2013, Downey entame des négociations pour prolonger son contrat avec Marvel Studios et ainsi reprendre son rôle d'Iron Man dans le film. Un mois plus tard, Downey signe pour revenir dans la suite d'Avengers, ainsi que pour un troisième film Avengers.
Au Comic-Con de San Diego de 2013, Whedon annonce que le film serait sous-titré Age of Ultron. Malgré le sous-titre, le film ne repose pas sur la mini-série de comics de 2013 également intitulée Age of Ultron. Whedon ajoute que l'origine d'Ultron est différente des comics, que Hank Pym n'est pas impliqué dans la création d'Ultron et que le film a un ton plus sombre en raison de la participation d'Ultron,. Le titre du film surprit beaucoup de fans qui attendaient que Thanos, le cerveau derrière les événements du premier film, soit le méchant principal dans la suite. Interrogé sur la participation de Thanos, Whedon y répond « que cela fait partie de ce qui fait l'univers Marvel, leur relation avec le monde réel. C'est de la science-fiction, Thanos n'est pas sorti du cocktail, mais Thanos n'a jamais été censé être le prochain méchant. Il a toujours été le grand maître de l'infamie et des ténèbres. ».

### Tournage

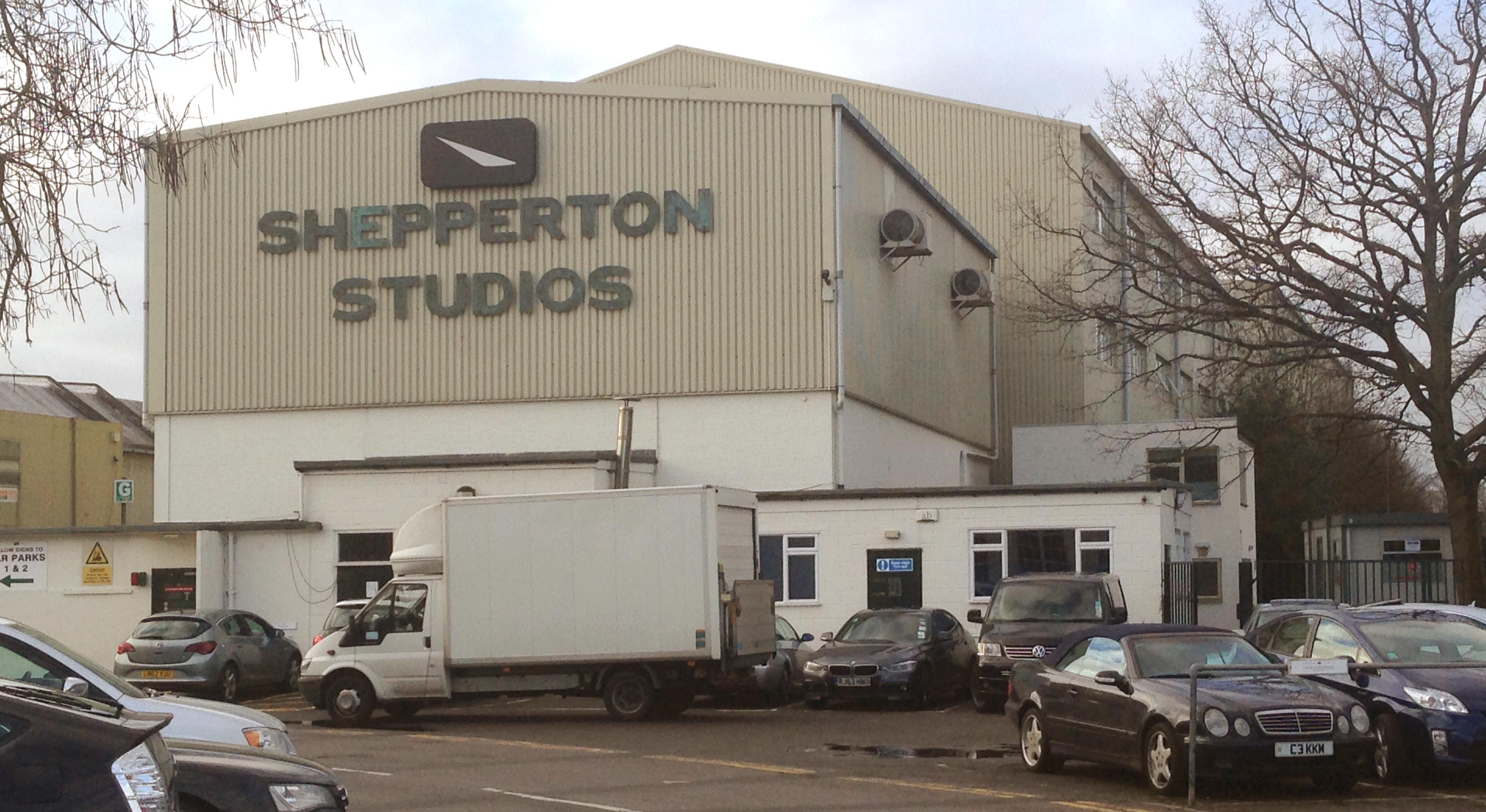
Une partie du tournage s'est déroulée aux Studios de Shepperton.

Le tournage a débuté le mardi 11 février 2014 à Johannesbourg, en Afrique du Sud,. La seconde équipe tourne des séquences d'action sans les membres principaux du casting, afin d'utiliser des plans pour les scènes montrant Hulk, dans le quartier central des affaires de Johannesbourg pour une période de deux semaines,. À la mi-mars, le tournage, avec le directeur de la photographie Ben Davis, commence aux Studios de Shepperton près de Londres durant au moins quatre mois,. Le chef décorateur Charles Wood et son équipe ont construit une énorme nouvelle tour Avengers qui est le plus grand décor jamais construit pour un film Marvel, une grande partie du film se déroulant sur ses différents niveaux.
Le 22 mars 2014, la production s'est déplacée au Fort de Bard, à Aoste, à Verrès et à Pont-Saint-Martin jusqu'au 28 mars,. Les scènes censées se passer dans la nation fictive d'Europe orientale de Sokovie ont été tournées en Vallée d'Aoste, les équipes du film ayant remplacé les textes en italien des vitrines locales par des textes en alphabet cyrillique. Par la suite, le tournage en Corée du Sud a débuté le 30 mars 2014 sur le pont Mapo jusqu'au 14 avril 2014 dans divers endroits à Séoul. Tout en étant à Séoul, la production a été en mesure de fixer des caméras sur des drones et des voitures de course afin d'obtenir des angles de caméra et des séquences spécifiques. Les scènes impliquant l'attaque d'Ultron sur des parties de la ville ont été tournées dans le quartier de Gangnam-gu. Grâce au programme d'incitation du Conseil du film coréen, 30 % des coûts de production locaux ont été financés par le gouvernement sud-coréen. Le 8 avril 2014, le tournage se poursuit au village d'Hawley, dans le comté du Hampshire en Angleterre. À la mi-avril, Hayley Atwell, qui a déjà joué Peggy Carter dans des productions précédentes de l'univers cinématographique Marvel, était en tournage au Rivoli Ballroom à Londres pour filmer une séquence de flashback des années 1940.
À la mi-juin, des scènes ont été tournées à l'université d'East Anglia à Norwich et au château de Douvres dans le Kent,, tandis qu'en juillet, le tournage a eu lieu dans un centre de formation du Metropolitan Police Service de Londres, qui sert également de ville en Sokovie,. Il a également eu lieu à Chittagong, au Bangladesh, notamment dans le chantier de démolition navale de la ville et à New York. Le 20 juillet 2014, le Daily Express révèle que le gouvernement britannique a accordé 5,6 millions de livres à Disney en raison de la fiscalité révisée sur le cinéma pour le tournage de L'Ère d'Ultron. Pour créer les scènes représentant comment Quicksilver voit le monde, celles-ci ont été tournées avec une caméra ultra-haute vitesse puis combinées plus tard avec des scènes de Taylor-Johnson qui traverse le même cadre à la vitesse normale. Le 6 août 2014, Joss Whedon annonce sur les réseaux sociaux que le tournage du film est terminé. Le 1er décembre 2014, alors que le tournage était initialement terminé, Marvel décide de le reprendre pour une durée de deux semaines en janvier 2015 afin de réaliser quelques scènes d'actions supplémentaires, le studio trouvant que le film en manquait. En mars 2015, Joss Whedon déclare au magazine anglais SFX, quelque temps après le tournage, qu'il a vécu un « cauchemar » avec ce nouveau film.

### Postproduction
En février 2014, Industrial Light & Magic (ILM) annonce son intention d'ouvrir un établissement à Londres, citant Avengers : L'Ère d'Ultron comme un catalyseur pour l'expansion. Quatre mois plus tard, IMAX Corporation annonce que la version IMAX du film sera convertie en IMAX 3D. Lors de l'inauguration du nouvel établissement d'ILM à Londres le 16 octobre 2014, un nouveau système de capture de mouvement y est annoncé. Appelé Muse, il permet de mieux capter la performance de l'acteur et de combiner différentes prises, L'Ère d'Ultron profitera de ce nouveau système.
Le film contient 3000 plans d'effets visuels, venant de sept à douze sociétés d'effets visuels dont ILM, Trixter, Double Negative, Animal Logic, Framestore, Lola VFX, Territory, Perception, Method Studios (en), Luma Pictures (en) et The Third Floor. Le superviseur des effets visuels Christopher Townsend (en) déclare en septembre 2015 que l'équipe des effets visuels avait envisagé de représenter le Hulk qui est manipulé par Wanda Maximoff comme étant gris avec des yeux rouges, mais a finalement décidé de ne pas le faire afin que le public ne le confonde pas avec Joe Fixit, le Hulk gris des comics. Method Studios a créé l'intérieur du nouveau centre de formation des Avengers en concevant numériquement le centre de formation, l'extraction des personnages du lieu original pour les placer dans le nouvel environnement numérique. La société a également contribué à l'armure Mark 45 d'Iron Man et a joué un rôle clé dans la création de l'effet de contrôle de l'esprit de Wanda Maximoff.

## Bande originale
En mars 2014, Brian Tyler signe pour composer la bande originale du film, remplaçant le compositeur du premier film, Alan Silvestri, tout en marquant sa troisième collaboration de film avec Marvel Studios après Iron Man 3 et Thor : Le Monde des ténèbres en 2013. Tyler déclare que la bande originale rend hommage à celles de John Williams pour Star Wars, Superman, et Les Aventuriers de l'arche perdue et qu'il va essayer de créer des références aux bandes originales d'Iron Man, Thor et Captain America afin de créer un univers musical similaire, en disant : « c'est l'objectif c'est sûr. Il faut intégrer de la nostalgie et le faire à l'avance afin qu'on puisse s'y identifier. ».
Danny Elfman a également contribué à sa composition, en utilisant le thème d'Alan Silvestri du premier film afin de créer un nouveau thème hybride. La bande originale est sortie le 29 avril 2015 en téléchargement et le 19 mai 2015 en CD.
Bandes originales de l'univers cinématographique Marvel
Les Gardiens de la Galaxie
(2014) Ant-Man
(2015)
| 1.          | Avengers: Age of Ultron Title                           | Brian Tyler  | 0:44 |
| 2.          | Heroes (ne figure pas dans le film)                     | Danny Elfman | 2:07 |
| 3.          | Rise Together                                           | Brian Tyler  | 2:23 |
| 4.          | Breaking and Entering                                   | Brian Tyler  | 3:04 |
| 5.          | It Begins                                               | Danny Elfman | 2:42 |
| 6.          | Birth of Ultron                                         | Brian Tyler  | 3:05 |
| 7.          | Ultron-Twins                                            | Danny Elfman | 4:13 |
| 8.          | Hulkbuster                                              | Brian Tyler  | 4:32 |
| 9.          | Can You Stop This Thing?                                | Danny Elfman | 1:03 |
| 10.         | Sacrifice                                               | Brian Tyler  | 2:42 |
| 11.         | Farmhouse                                               | Danny Elfman | 4:03 |
| 12.         | The Vault                                               | Brian Tyler  | 2:58 |
| 13.         | The Mission                                             | Brian Tyler  | 2:48 |
| 14.         | Seoul Searching                                         | Brian Tyler  | 2:49 |
| 15.         | Inevitability-One Good Eye (ne figure pas dans le film) | Danny Elfman | 5:07 |
| 16.         | Ultron Wakes                                            | Danny Elfman | 1:43 |
| 17.         | Vision                                                  | Brian Tyler  | 3:47 |
| 18.         | The Battle                                              | Brian Tyler  | 4:24 |
| 19.         | Wish You Were Here                                      | Brian Tyler  | 1:36 |
| 20.         | The Farm                                                | Danny Elfman | 1:14 |
| 21.         | Darkest of Intentions                                   | Brian Tyler  | 2:26 |
| 22.         | Fighting Back                                           | Brian Tyler  | 2:33 |
| 23.         | Avengers Unite                                          | Danny Elfman | 1:08 |
| 24.         | Keys to the Past                                        | Brian Tyler  | 1:48 |
| 25.         | Uprising                                                | Brian Tyler  | 2:32 |
| 26.         | Outlook                                                 | Brian Tyler  | 2:38 |
| 27.         | The Last One                                            | Brian Tyler  | 2:14 |
| 28.         | Nothing Lasts Forever                                   | Danny Elfman | 1:57 |
| 29.         | New Avengers-Avengers: Age of Ultron                    | Danny Elfman | 3:09 |
| 77 min 28 s |                                                         |              |      |

## Accueil

### Promotion
Lors du Comic-Con 2013 de San Diego, Joss Whedon présente un teaser du film, montrant le casque d'Ultron et une visualisation du titre du film. Le 18 mars 2014, ABC diffuse une émission spéciale d'une heure intitulée Marvel : La Naissance d'un univers (Marvel Studios: Assembling a Universe), contenant un aperçu du film : elle dévoile les concepts arts de Pietro Maximoff, de Wanda Maximoff et d'Hulk contre Iron Man dans son armure Hulkbuster.
Harley-Davidson effectue un partenariat avec Marvel pour fournir leur première moto électrique, le projet LiveWire, pour une utilisation par Natasha Romanoff dans le film. Au Comic-Con 2014 de San Diego, une série de huit affiches formant une fresque montrant les huit personnages principaux du film est révélée. La première bande-annonce était originellement prévue après la diffusion de l'épisode Le Bien contre le mal de la série télévisée Marvel : Les Agents du SHIELD le 28 octobre 2014. Cependant, le 22 octobre 2014, la bande-annonce fuite en ligne, Marvel la publie alors quelques heures après sur YouTube.
Le 4 novembre 2014, ABC diffuse une autre émission spéciale d'une heure intitulée Marvel 75 Years: From Pulp to Pop!, contenant des images de tournage de L'Ère d'Ultron. Neuf jours après, une bande-annonce étendue, réalisée en partenariat avec Samsung, est dévoilée. Le 30 décembre 2014, de nouveaux concepts arts et les mini-biographies d'Ultron et de Vision sont révélés. Le 13 janvier 2015, une nouvelle bande-annonce est dévoilée sur la chaîne ESPN durant la diffusion du College Football Championship Game 2015. Le 4 mars 2015, une troisième bande-annonce dévoile l'acteur Paul Bettany dans le rôle de Vision.

### Sortie
Les pré-ventes de billets pour le film ont débuté le 4 mars 2015. Le magazine américain Variety note que l'écart de deux mois entre les ventes à l'avance et la sortie est beaucoup plus large que la normale et reflète l'anticipation des fans pour le film. Avengers : L'Ère d'Ultron a fait sa première mondiale à Los Angeles au théâtre Dolby le 13 avril 2015, et sa première européenne le 21 avril 2015 à Londres. En janvier 2015, il est annoncé que la date de sortie française, initialement prévue le 29 avril 2015, serait avancée au 22 avril 2015. Le film est sorti dans 11 territoires le 22 avril puis dans 44 pays lors de la fin de son premier week-end avant sa sortie en Amérique du Nord[pas clair],. Aux États-Unis et au Canada, il débute dans 4276 cinémas dont 2761 équipés de la 3D, 364 cinémas IMAX, 400 écrans de très grande taille et 143 cinémas D-Box. En Allemagne, le film est boycotté par 686 cinémas dans 193 villes en protestation de l'augmentation de location du film. En effet Disney réclame 53 % du prix du billet au lieu des 47 % habituels.

### Accueil critique
Avengers : L'Ère d'Ultron est globalement bien reçu par la critique : 75 % des 360 critiques collectées par le site Rotten Tomatoes sont favorables, pour une moyenne de 6,7⁄10 et obtient un score de 66⁄100 sur le site Metacritic, pour 49 critiques. Toutefois, en France, l'accueil est plus mitigé, puisque le site Allociné, pour 22 critiques, lui attribue une moyenne de 2,9⁄5. Mais les spectateurs, eux, lui attribuent une note moyenne de 4,1⁄5. CinemaScore rapporte que le public a donné au film une note « A » sur une échelle de A + à F.
Richard Roeper du Chicago Sun-Times donne au film 3,5 sur 4 étoiles : « Un jour, un film Avengers pourrait crouler sous le poids de sa propre génialité. Je veux dire, combien de fois peuvent-ils sauver le monde ? Mais ce n'est pas ce jour-là ». Peter Travers du magazine Rolling Stone déclare que « L'Ère d'Ultron est tout un été de feux d'artifice emballé en un seul film. Il (Joss Whedon) prend quelques mauvais virages, créant un fouillis lorsque l'action devient trop dense. Mais il rattrape comme un pro, concevant un spectacle qui est épique dans tous les sens du terme. ».

### Box-office
Le film connaît un démarrage record, amassant plus de 200 millions de dollars de recettes lors de sa première semaine d'exploitation, avant même la sortie sur le territoire des États-Unis. Le 2 mai, Rentrak annonce que le film a récolté 187,7 millions USD aux États-Unis et au Canada pour son week-end de sortie, arrivant en dessous du premier Avengers avec 207 millions USD,,.
En France, Avengers : L'Ère d'Ultron cumule 6 589 entrées lors de sa première séance et atteint 333 303 spectateurs pour sa première journée d'exploitation (3e meilleure performance de l'année 2015), soit un peu plus que pour Avengers en 2012. Au cours de son premier week-end, ce sont 1 556 508 entrées qui sont comptabilisées (12 467 255 $ de recettes). Il fait également un meilleur week-end en termes d'entrées qu'Avengers, mais comptabilise moins de recettes. 1 926 049 billets sont vendus lors de sa première semaine, seuls Fast and Furious 7 et Jurassic World ont alors fait mieux en 2015,. L'opus précédent avait réalisé 100 000 ventes de plus. Le second opus reste 3 semaines en tête du box-office et 9 semaines dans le top 20. À la fin de l'année, il comptabilise 4 331 356 entrées et se classe 8e du classement annuel. Il se classe cependant 5e au classement des films ayant rapporté le plus d'argent dans ce pays en 2015 avec 34 270 887 $. Le film comptabilise moins d'entrées et de recettes que le précédent, à l'image de l'exploitation mondiale, mais reste un succès,.
| Pays ou région    | Box-office        | Date d'arrêt du box-office | Nombre de semaines |
| ----------------- | ----------------- | -------------------------- | ------------------ |
| États-Unis Canada | 459 005 868 $     | 8 octobre 2015             | 23                 |
| France            | 4 331 356 entrées | 30 juin 2015               | 10                 |
| Chine             | 240 110 000 $     | 14 juin 2015               | 5                  |
| Corée du Sud      | 78 286 828 $      | 31 mai 2015                | 6                  |
| Royaume-Uni       | 76 623 201 $      | 21 juin 2015               | 9                  |
| Mexique           | 50 940 433 $      | 28 juin 2015               | 9                  |
| Total mondial     | 1 405 403 694 $   | 25 octobre 2015            | 26                 |

## Distinctions
Entre 2014 et 2016, le film Avengers : L'Ère d'Ultron a été sélectionné 60 fois dans diverses catégories et a remporté 8 récompenses,.

### Récompenses
- Teen Choice Awards 2015 : meilleur « voleur de scène » pour Chris Evans[146]
- Annie Awards 2016 : meilleurs effets animés dans un film en prises de vue réelles[147]
- People's Choice Awards 2016 : acteur d'action préféré pour Chris Hemsworth[148]
- Saturn Awards 2016 : meilleurs costumes pour Alexandra Byrne[149]

### Nominations
- AACTA Awards 2015 : meilleurs effets visuels[150]
- Teen Choice Awards 2015 :
  - Meilleur film de science-fiction/fantasy
  - Meilleur acteur dans un film de science-fiction/fantasy pour Robert Downey Jr. et Chris Hemsworth
  - Meilleure actrice dans un film de science-fiction/fantasy pour Scarlett Johansson
  - Meilleure révélation pour Elizabeth Olsen[151]
- Annie Awards 2016[147] :
  - Meilleure animation de personnage dans un film en prises de vue réelles : Jakub Pistecky, Gang Trinh, Craig Penn, Mickael Coedel et Yair Gutierrez pour Hulk
  - Meilleure animation de personnage dans un film en prises de vue réelles : Peter Tan, Boonyiki Lim, Sachio Nishiyama, Byounghee Cho et Roy Tanpour pour Ultron
- Kids' Choice Awards 2016[152] :
  - Film préféré
  - Acteur de cinéma préféré pour Robert Downey Jr., Chris Evans et Chris Hemsworth
  - Actrice de cinéma préférée pour Scarlett Johansson
- MTV Movie Awards 2016[153] :
  - Film de l'année
  - Meilleur héros pour Chris Evans
  - Meilleur méchant pour James Spader
  - Meilleur combat pour Robert Downey Jr. et Mark Ruffalo
  - Meilleure prestation virtuelle pour James Spader
  - Meilleure distribution d'ensemble
- People's Choice Awards 2016[148] :
  - Film préféré
  - Film d'action préféré
  - Acteur préféré et acteur d'action préféré pour Robert Downey Jr.
  - Actrice préférée et actrice d'action préférée pour Scarlett Johansson
- Saturn Awards 2016[154] :
  - Meilleur film tiré d'un comics
  - Meilleur acteur dans un second rôle pour Paul Bettany
  - Meilleurs effets spéciaux pour Paul Corbould, Chris Townsend, Ben Snow et Paul Butterworth
- Visual Effects Society Awards 2016[155] :
  - Meilleure réalisation animée dans un film en prises de vues réelles : Jakub Pistecky, Lana Lan, John Walker, Sean Comer pour Hulk
  - Meilleur modèle dans un film en prises de vues réelles : Howie Weed, Robert Marinic, Daniel Gonzalez, Myriam Catrin pour l'armure anti-Hulk
  - Meilleure simulation dans un film en prises de vues réelles : Michael Balog, Jim Van Allen, Florent Andorra et Georg Kaltenbrunner pour Hulk contre l'armure anti-Hulk

## Promotion commerciale et produits dérivés
En janvier 2015, Warner Bros. Interactive Entertainment et Traveller's Tales annoncent une adaptation des deux premiers films Avengers en un jeu vidéo intitulé Lego Marvel's Avengers pour une sortie initiale à la fin de 2015 puis au début de 2016 sur une variété de consoles de jeux vidéo,. En mars 2015, Disney déclare vouloir atteindre un plus grand groupe démographique de consommateurs avec des produits liés à L'Ère d'Ultron en ayant pour cible les femmes et les fans des super-héros individuels qui constituent les Vengeurs. Disney Consumer Products dévoile, en partenariat avec Hasbro, Lego, Hot Wheels et Funko, des figurines articulées, des coffrets de jeu et autres jouets, et avec Under Armour des articles d'habillement. Disney établit également de nouveaux partenariats dans le domaine de l'alimentation et des produits de grande consommation, notamment avec Sage Fruit (en), ConAgra Foods, Crunchpak et Chobani.
La promotion commerciale fut très importante en Inde, The Walt Disney Company India conclut en effet un partenariat avec plus de 50 marques pour promouvoir le film, considéré comme la promotion la plus importante pour tout film d'Hollywood ou de Bollywood sorti en Inde (le précédent record étant détenu par Voltage, sorti en 2011, avec 25 marques). Ces marques incluent Amazon Inde, le marchand de jouets Hamleys, la boutique de mode en ligne Myntra (en), Hero Cycles (en), Mountain Dew, Liberty Chaussures, Tupperware et les restaurants Subway, entre autres.

## Édition en vidéo
La présentation sur le site Amazon en avril 2015 affirme que le DVD et Blu-ray contiendront une version longue du film et une fin alternative en bonus, annonce que Whedon démentira trois mois plus tard, affirmant n'avoir jamais aimé le concept du remix et préférer que les scènes coupées soient en bonus plutôt que dans les films. Avengers : L'Ère d'Ultron, distribué par Walt Disney Home Entertainment, est d'abord sorti en distribution numérique le 8 septembre 2015 puis le 2 octobre 2015 en DVD et Blu-ray aux États-Unis et le 30 septembre 2015 en France,. Les versions numérique et Blu-ray incluent le making-of, des commentaires audio, des scènes coupées et un bêtisier du film. Un coffret DVD et Blu-ray, regroupant les deux films Avengers, est sorti le même jour.
Le film est également recueilli dans un coffret Blu-ray en édition limitée de 13 disques intitulé Marvel Cinematic Universe: Phase Two Collection qui comprend tous les films de la phase II de l'univers cinématographique Marvel en Blu-ray, Blu-ray 3D et numérique et qui est sorti le 9 décembre 2015,.

## Suites
En juillet 2014, Kevin Feige déclare qu'il y a « certaines idées » concernant un troisième film Avengers et que les acteurs sont « contractuellement engagés pour Avengers 3 ». Il déclare également, alors qu'aucune date de sortie n'a encore été discutée, que le studio souhaiterait que le film suivant L'Ère d'Ultron puisse sortir trois ans après.
En octobre 2014, Marvel annonce une suite en deux parties à L'Ère d'Ultron. Ces parties, intitulées Avengers: Infinity War - Part 1 et Avengers: Infinity War - Part 2, sont prévues pour le 4 mai 2018 et le 3 mai 2019. Deux mois plus tard, des e-mails piratés de Sony Pictures Entertainment révèlent qu'Anthony et Joe Russo, réalisateurs de Captain America : Le Soldat de l'hiver et Captain America: Civil War, auraient été choisis pour la réalisation. L’information n'est cependant pas confirmée par Marvel à l'époque.
Le 8 avril 2015, Marvel Studios confirme dans un communiqué de presse que les suites Avengers: Infinity War - Part 1 et Avengers: Infinity War - Part 2 seront bien réalisées par Anthony et Joe Russo. Le même jour, il est annoncé que Christopher Markus et Stephen McFeely, déjà scénaristes de Captain America: First Avenger, Thor : Le Monde des ténèbres, Captain America : Le Soldat de l'hiver et de Captain America: Civil War, écriront le scénario des deux parties. Il s'agira d'un seul tournage pour les deux films qui devrait débuter en 2016 durant 9 mois. Ce seront les premiers films tournés entièrement avec la caméra numérique IMAX/Arri, une version customisée de la Alexa 65.